# Черток, Юрий Владимирович
Ю́рий Влади́мирович Черто́к (род. 31 января 1957, Нукус) — советский и российский шашечный деятель, тренер, шашист (международные шашки). Чемпион США (2009), РСФСР (России) (1989) и КазССР (Казахстана) (1973, 1975). Серебряный призёр Всемирной интеллектуальной Олимпиады в Лондоне (1999). Мастер спорта СССР по международным шашкам (1978), международный мастер (1998). Заслуженный тренер России (1998), заслуженный работник физической культуры Башкортостана (1994). Кавалер ордена Салават Юлаева (2001), первый награждённый медалью «За заслуги перед Ишимбайским районом» (2012). Председатель и главный тренер шашечного клуба «Башнефть», главный тренер сборных команд республики и России (стаж свыше 25 лет), исполнительный директор Межрегиональной федерации международных шашек и представитель России в Европейской конфедерации шашек.
Один из инициаторов создания Европейской клубной системы соревнований, основоположник клубной системы соревнований в России (создание первого профессионального шашечного клуба в России — «Нефтяник», Ишимбай (сейчас — «Башнефть», Уфа), 1999 год). Один из основателей Федерации международных шашек России (ФМШР).
Автор первой в Башкирии шашечной книги «Любителю шашек» (1988).

## Биография
Юрий Владимирович Черток родился 31 января 1957 года в городе Нукусе Каракалпакской АССР Узбекской ССР.

### Образование
- 1964—1974 средняя школа № 63, Караганда
- 1974—1979 год Карагандинский политехнический институт, инженер-геофизик

### Профессиональная деятельность
Играть в шашки начал в пятилетнем возрасте. В 13 лет записался в шашечную секцию карагандинского Дома пионеров. Первый тренер — Борис Маркович Гинзбург преподавал шахматы, имел второй разряд по шашкам, «практически не мог меня чему-либо научить, поэтому дал несколько шашечных учебников, по которым я занимался самостоятельно» (из интервью).
В 14 лет, спустя год начала занятий, чемпионате Карагандинской области занял третье место среди взрослых. В 16 лет — чемпион Казахстана среди взрослых, в 18 — выиграл чемпионат республики по русским и по международным шашкам.
В 1979 году после завершения Карагандинского политехнического институтп по распределению приехал на работу в Ишимбай,
в Ишимбайскую промыслово-геофизическую контору треста «Башнефтегеофизика», где работал инженером-геофизиком с 1979 до конца 1981 года. Из интервью: «то, что я приехал в Башкирию, — дело случая. Решил выручить однокурсника, который очень хотел попасть на работу на Север, но при условии, что найдет „желающего“ поехать в Башкирию вместо себя. Я согласился».
В эти два года спортивная карьера замедлилась. Из интервью: «на соревнования меня отпускали с большим скрипом, и каждый раз все неохотнее. Уже с нетерпением ждал конца двухгодичной отработки и хотел вернуться в Казахстан, чтобы посвятить себя любимой игре».
В декабре 1981 года Юрий Черток стал бронзовым призёром международного турнира социалистических стран в Суздале, о чём появилось сообщение в главной газете СССР — в «Правде». Сообщение прочитал Юрий Уткин, секретарь городского комитета КПСС, активно помогавший спортивному движению и предложил Чертоку работать с детьми.
В 1982 году Юрий Черток набрал группу в кружок при городском Дворце пионеров. С 1982 по 1999 гг. на спортивной работе: руководитель шашечного кружка Дворца пионеров, тренер-преподаватель ДЮСШ по шашкам ДСО «Урожай», старший тренер ДЮСШ по шашкам ВДФСО Профсоюзов г. Ишимбая.
В самом первом наборе кружка занимались: Гульнара Вагапова (ныне тренер, мастер спорта Сафина), Игорь Фёдоров (ныне тренер, мастер спорта), Ольга Кувайцева (тренер, мастер спорта Беллер), Елена Дёмочкина (тренер, гроссмейстер Мильшина), Анатолий Татаренко (мастер спорта), Александр Мельников (тренер, мастер спорта). Юрий Черток: «Многие из того самого первого и, считаю, самого удачного набора сейчас являются весьма авторитетными спортсменами и тренерами, весьма плодотворно работают в Башкортостане, других регионах России, да и за границей». Чуть позже пришли в кружок: Виталий Штумпф (мастер спорта), Гузель Ишмуратова (ныне гроссмейстер Георгиева), Ринат Ишимбаев (международный мастер), Фидан Ишмуратов (тренер, мастер спорта).
В 1986 году в г. Ишимбае открылся городской шашечный клуб, куда переместился центр городской шашечной жизни. В этом же году в Ишимбае впервые прошёл Чемпионат РСФСР, а в 1988 году — Чемпионат СССР среди женщин. С этого времени проведение чемпионатов и первенств России в г. Ишимбае стало традиционным. В 1989 — открылась ДЮСШ (будущая СДСЮШОР) по шашкам.
Город Ишимбай стал одним из ведущих центров шашечного спорта России, поэтому в 1994 году сюда переехала из Набережных Челнов — Тамара Тансыккужина, а в 1996 году — гроссмейстеры Владимир Мильшин (г. Харьков) и Александр Георгиев (г. Санкт-Петербург), ставшие позднее многократными чемпионами мира.
С 1999 г. председатель и главный тренер первого в России профессионального шашечного клуба «Нефтяник», с 2002 г. председатель и главный тренер АНО «Профессиональный шашечный клуб „Башнефть“». В 2002 году — переезд в Уфу, туда же отправились сильнейшие ученики и тренеры, перебазировался клуб «Башнефть». Юрий Черток становится вице-президентом Федерации шашек РФ и главным тренером сборной РФ.
Среди воспитанников Юрия Чертока — свыше тридцати мастеров спорта. Среди них победители и призёры чемпионатов мира и Европы (в классике, блице, быстрой игре, в командном зачете) — Тамара Тансыккужина, Александр Георгиев, Муродулло Амриллаев, Айнур Шайбаков, Олеся Абдуллина, чемпионки мира среди юниорок Елена Дёмочкина (Мильшина), Тамара Тансыккужина, Гузель Георгиева, Олеся Абдуллина.

## Награды и звания
- Мастер спорта СССР по международным шашкам, 1978 год
- международный мастер, 1998 год
- Заслуженный тренер России, 1998 год
- Орден Салавата Юлаева, 2001 год
- Почётная грамота Республики Башкортостан, май 2021 года[4]
- Заслуженный работник физической культуры Башкортостана, 1994 год.
- Медаль «За заслуги перед Ишимбайским районом», 2012 год